# ۲۸۷ برادوی
۲۸۷ برادوی (انگلیسی: 287 Broadway) یک ساختمان تاریخی در خیابان برادوی، منهتن، نیویورک است.
این ساختمان که در سال ۱۸۷۱ شروع به ساخت و در سال ۱۸۷۲ افتتاح شده‌است دارای ۶ طبقه و ۲۰٫۲۵ متر ارتفاع می‌باشد.